# James Graham, 3:e hertig av Montrose
James Graham, 3:e hertig av Montrose, född den 8 februari 1755, död den 30 december 1836, var en brittisk politiker, son till William Graham, 2:e hertig av Montrose och sonson till James Graham, 1:e hertig av Montrose.
Montrose innehade en mängd underordnade ministerposter under Pitt på 1780- och 1790-talen, var 1804–1806 handelsminister och beklädde sedan höga hovcharger. Han utverkade åt högländarna rätt att åter anlägga den länge förbjudna nationaldräkten.
Han var gift två gånger. Första gången 1785 med lady Jemima Elizabeth Ashburnham (1762–1786), dotter till John Ashburnham, 2:e earl Ashburnham. Död i barnsäng.
Gift andra gången 1790 med lady Caroline Maria Montagu (1770–1847), dotter till George Montagu, 4:e hertig av Manchester. Han fick 6 barn med henne, däribland:
- James Graham, 4:e hertig av Montrose (1799–1874)